# Embalse de Hwanggang
El embalse de Hwanggang se encuentra en el río Imjin, en Corea del Norte, unos 42 km al norte de la Zona desmilitarizada de Corea. La construcción empezó en 2002 y se completó en 2007. El objetivo del proyecto es generar energía hidroeléctrica y proporcionar agua para regadío.
En septiembre de 2009, sin advertir, Corea del Norte liberó una masiva cantidad de agua del dique, causando grandes inundaciones en Corea del Sur que causaron la muerte de seis personas.  El nivel de agua en la frontera de la provincia de Gyeonggi subió de 2.3 m a 4.6 m. Se estima que la cantidad de agua vertida fue de 40 millones de metros cúbicos.
Para protegerse contra la amenaza, Corea del Sur construyó dos diques en el área a principios de la década de 2010. No obstante, a finales de agosto de 2017, Corea liberó de nuevo una gran cantidad de agua sin avisar que hizo subir peligrosamente el nivel del río Imjin bajo el puente de Pilseung, en Corea del Sur, muy cerca de la frontera de este país.